# دارلینگتن (مریلند)
دارلینگتن (به انگلیسی: Darlington) شهری در ایالت مریلند کشور ایالات متحده آمریکا است که جمعیت آن در سرشماری سال ۲۰۱۰ میلادی، ۴۰۹ نفر بوده‌است.

## نگارخانه

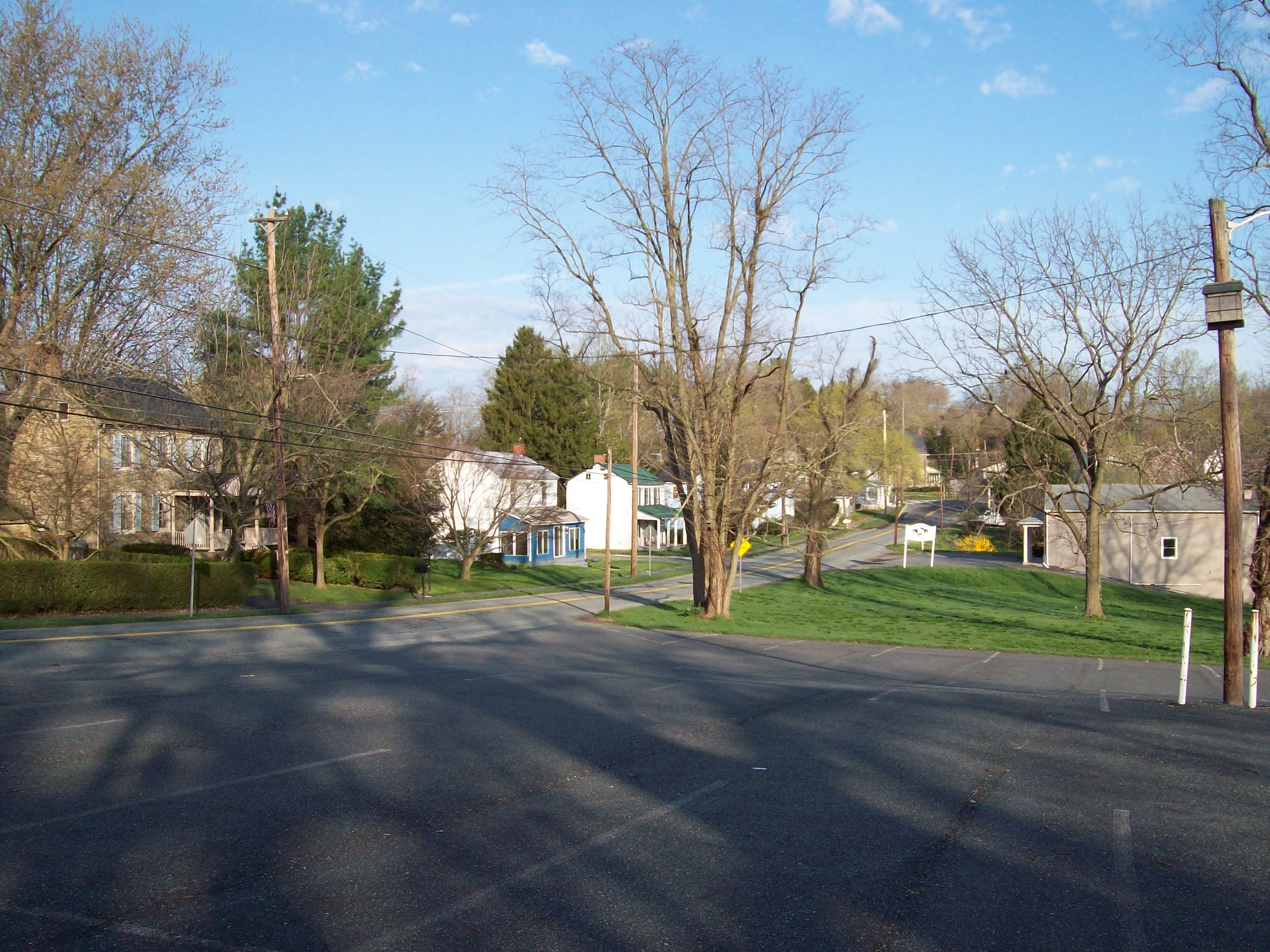
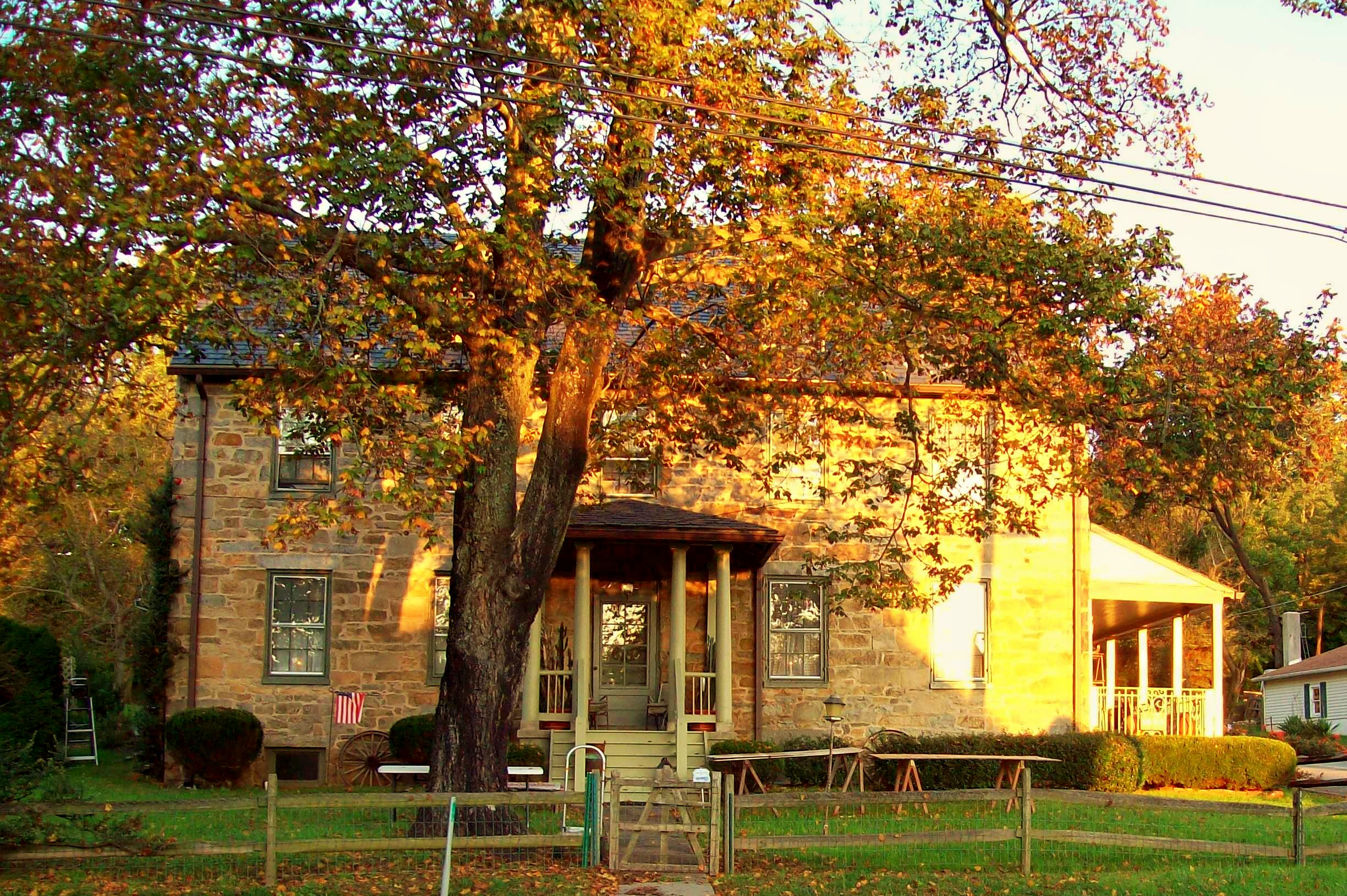
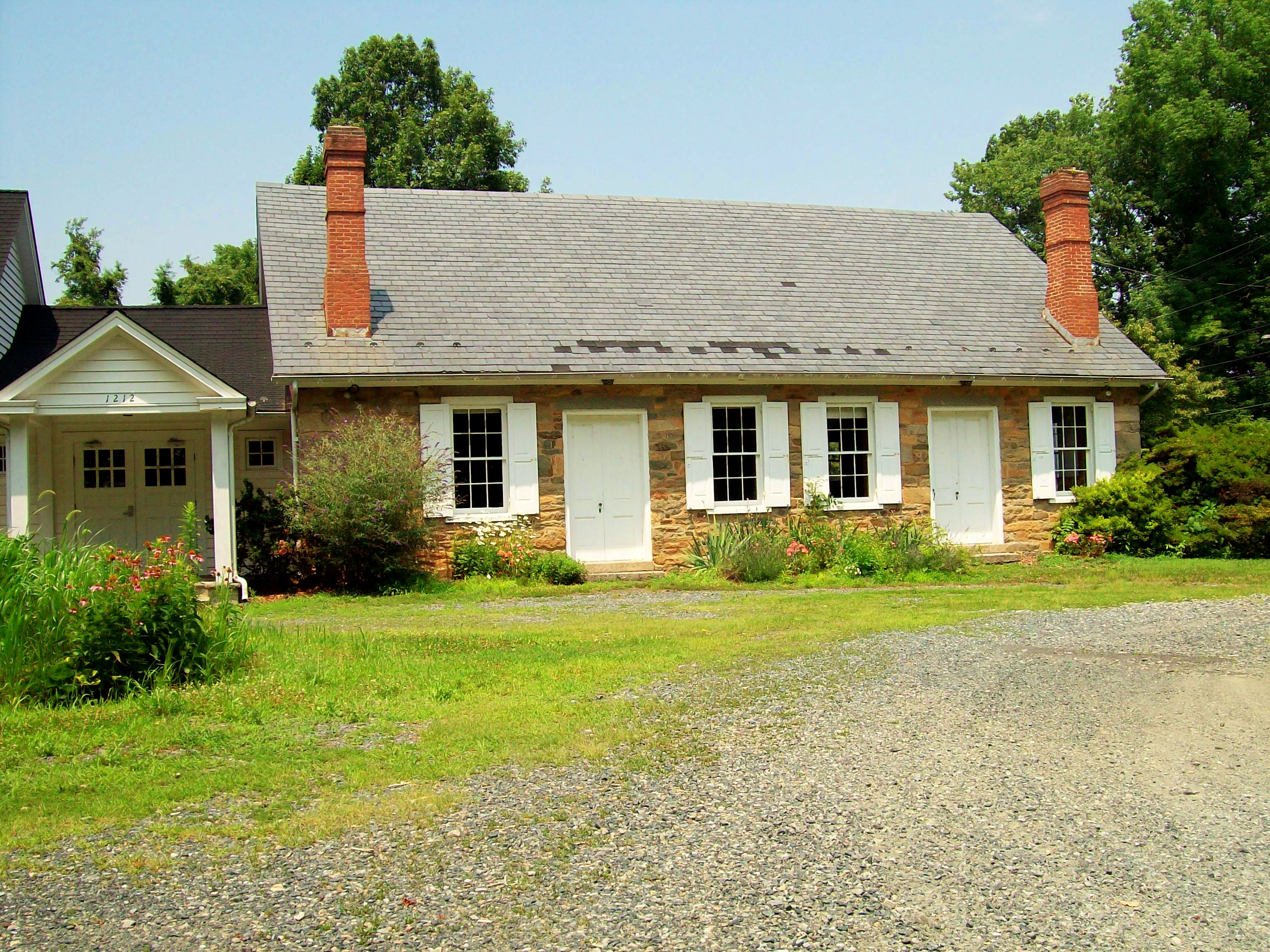
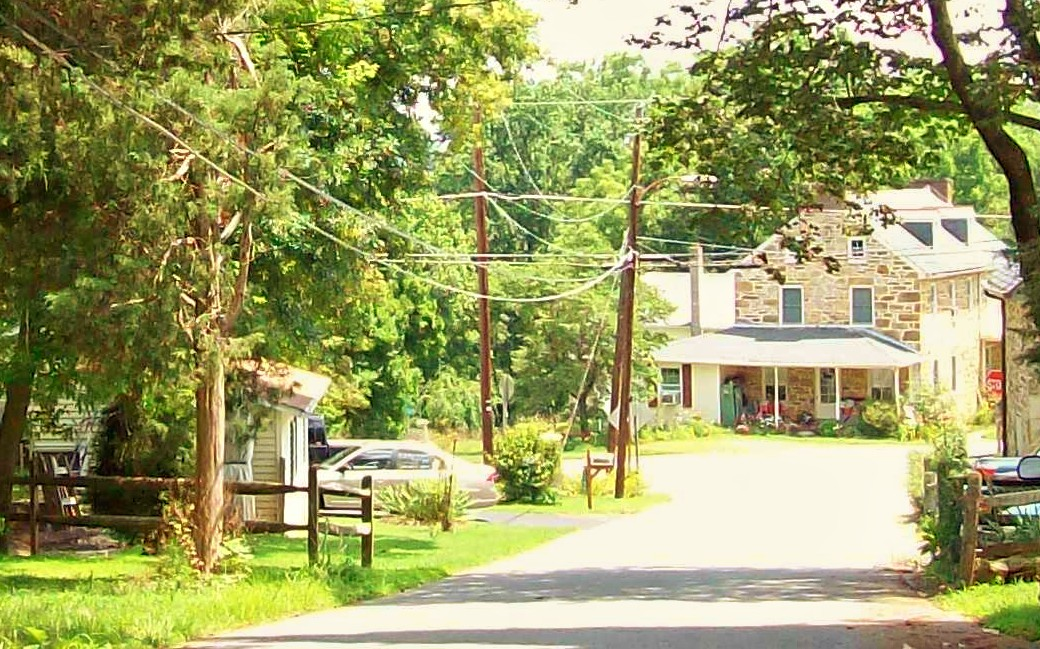
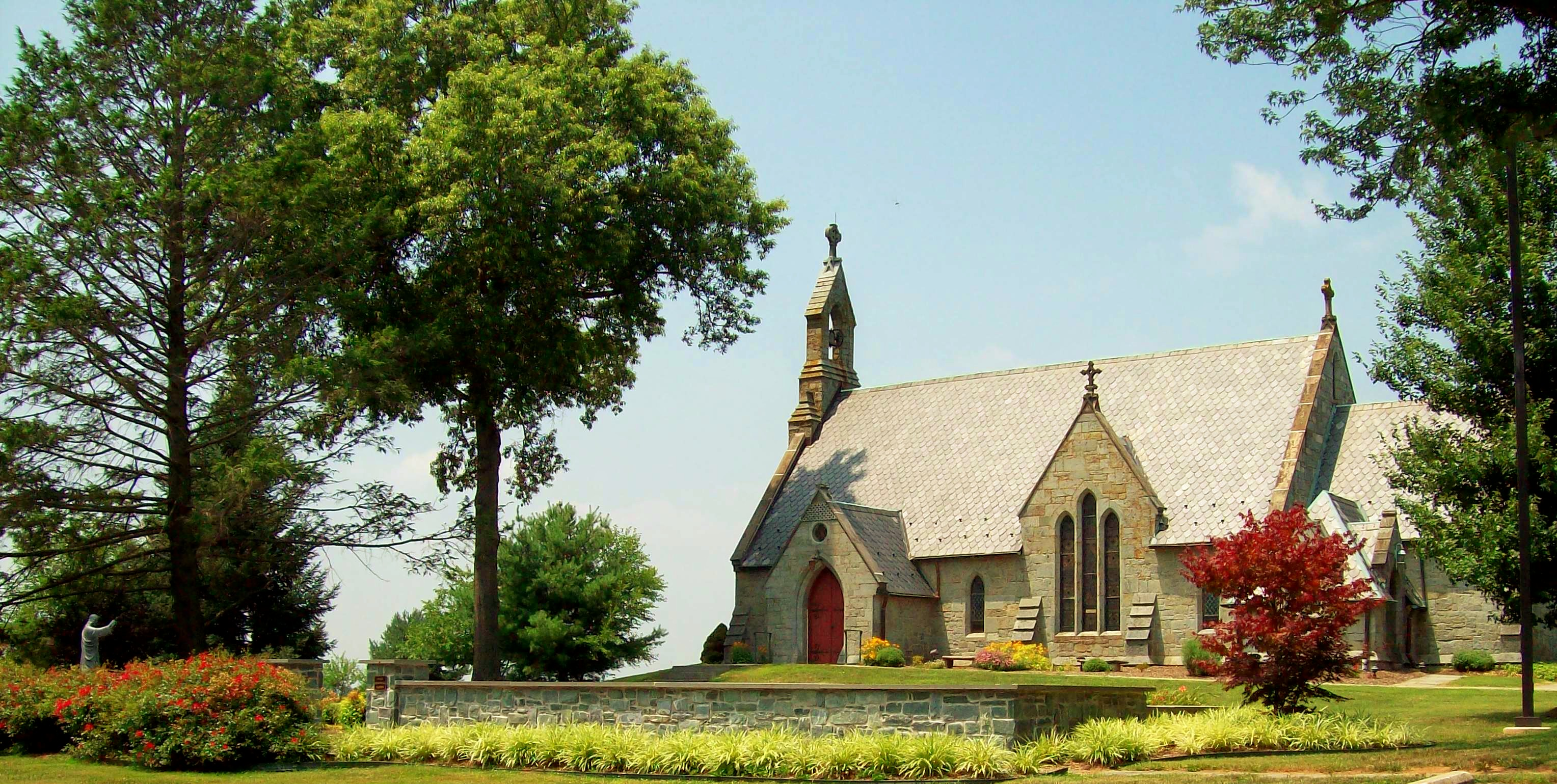
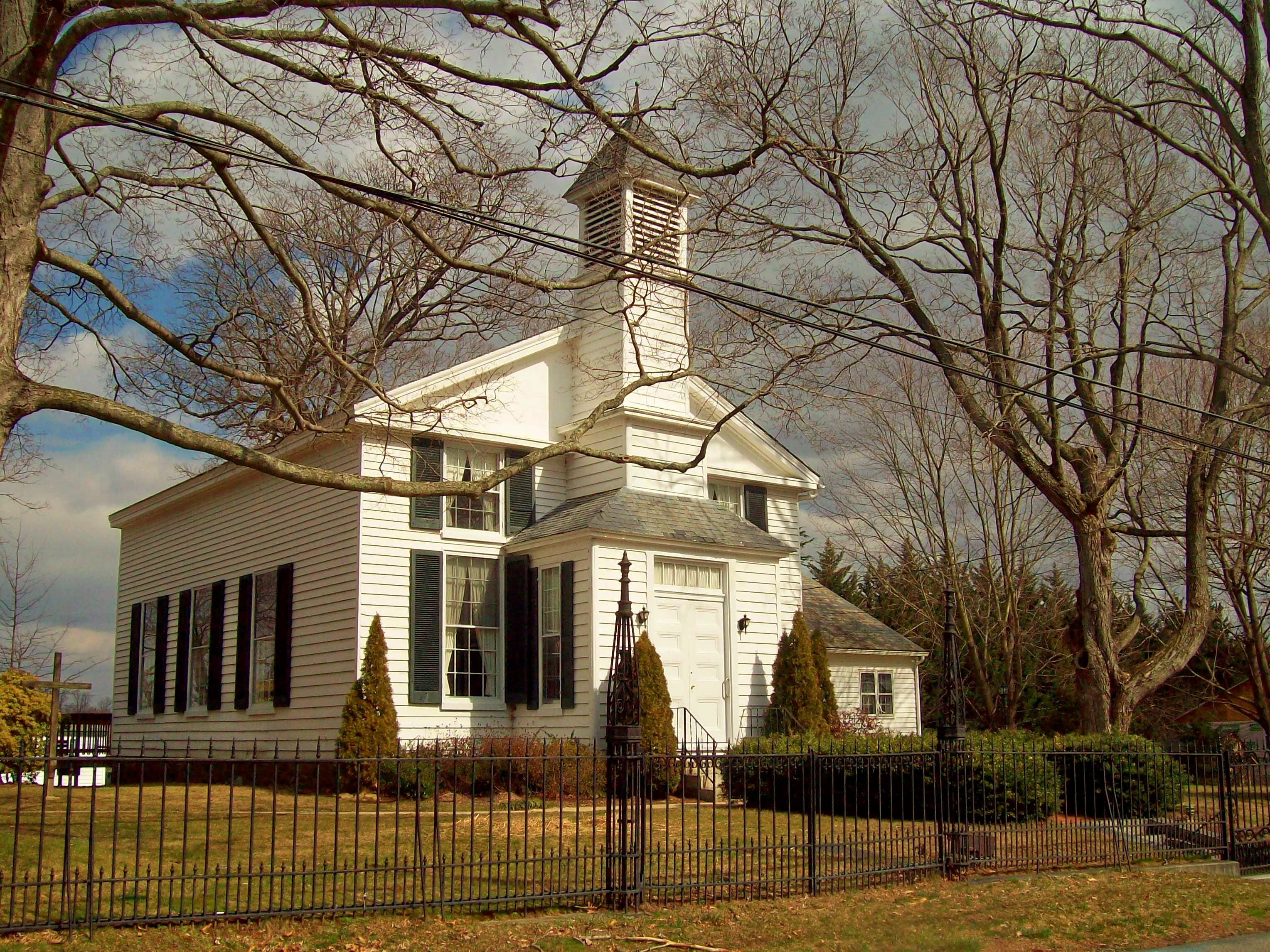
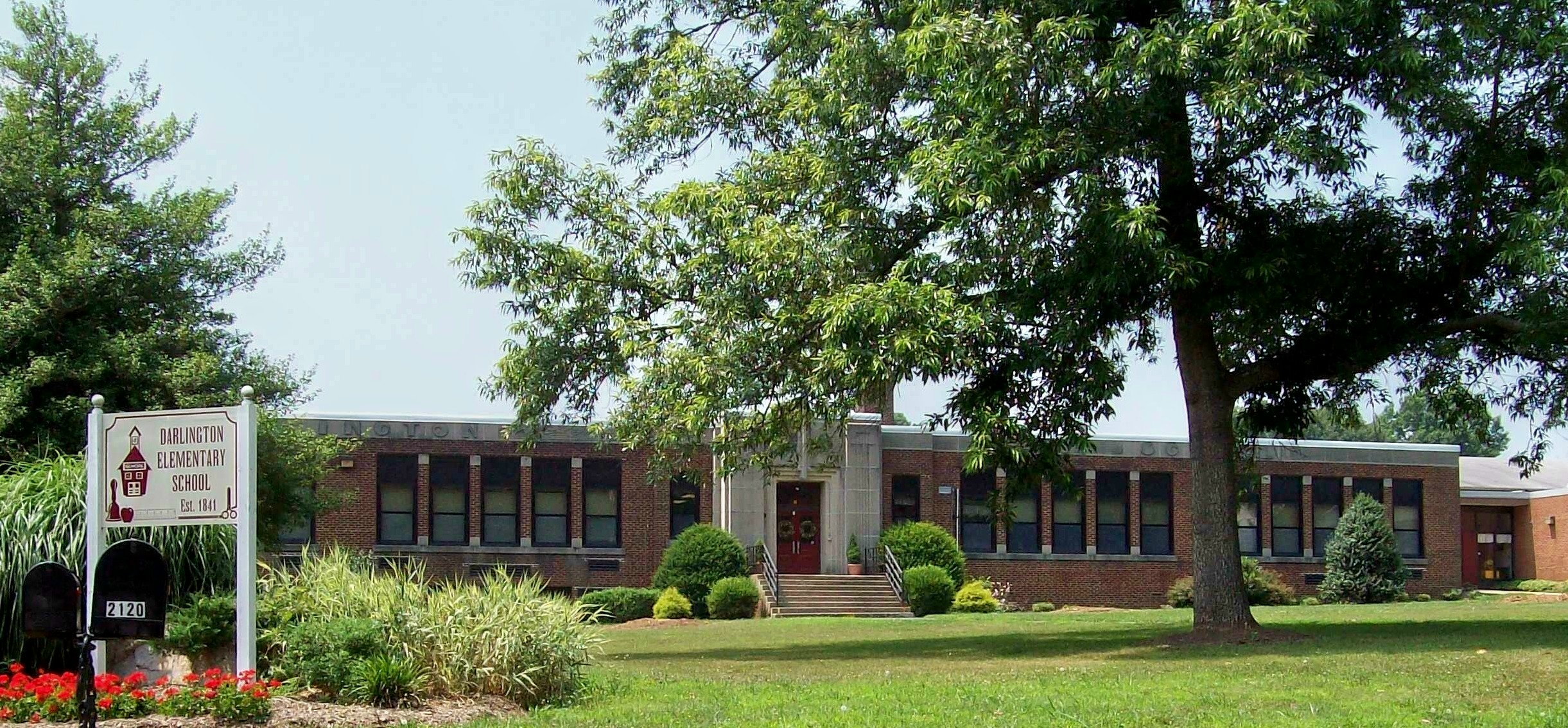
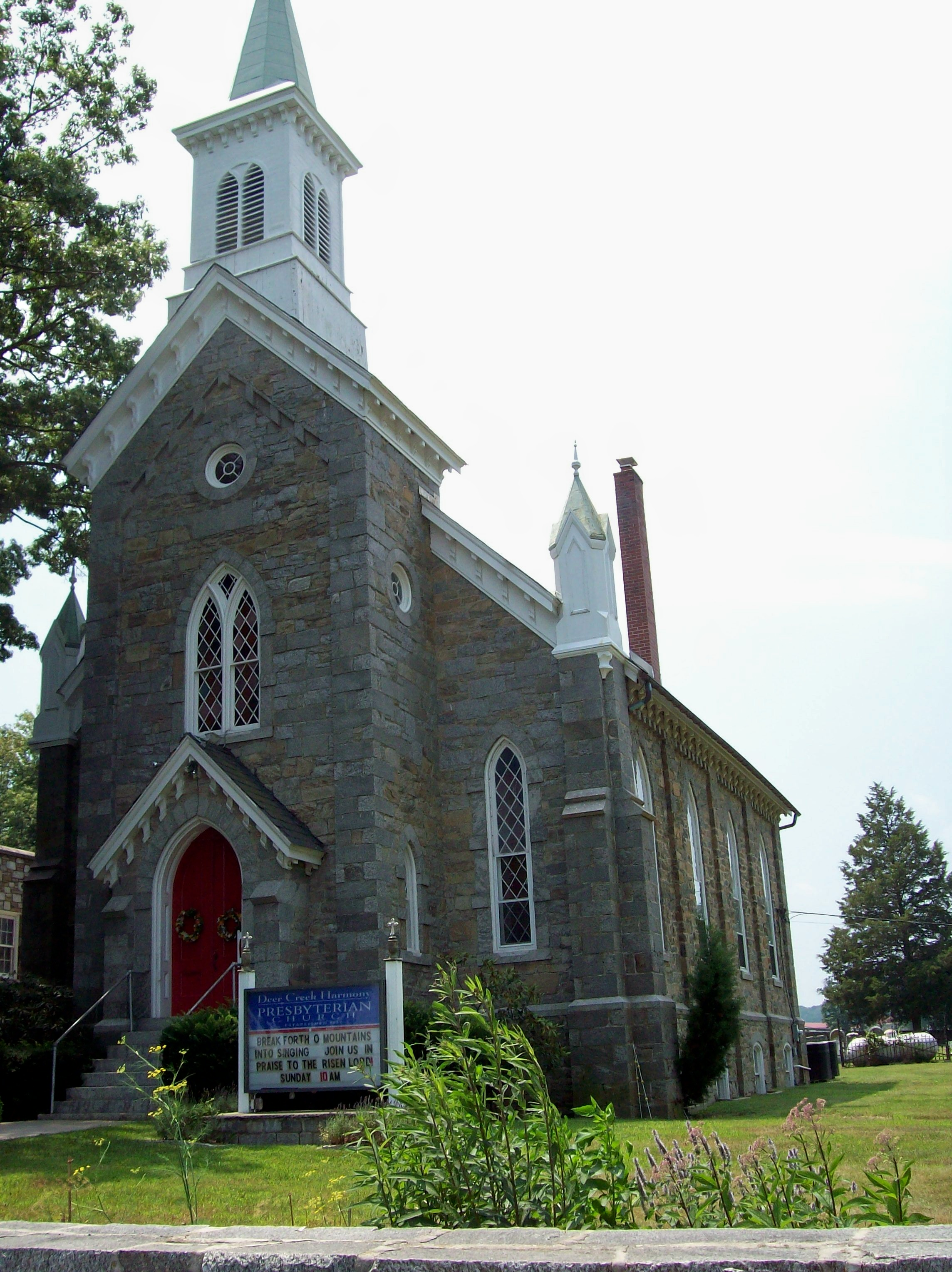
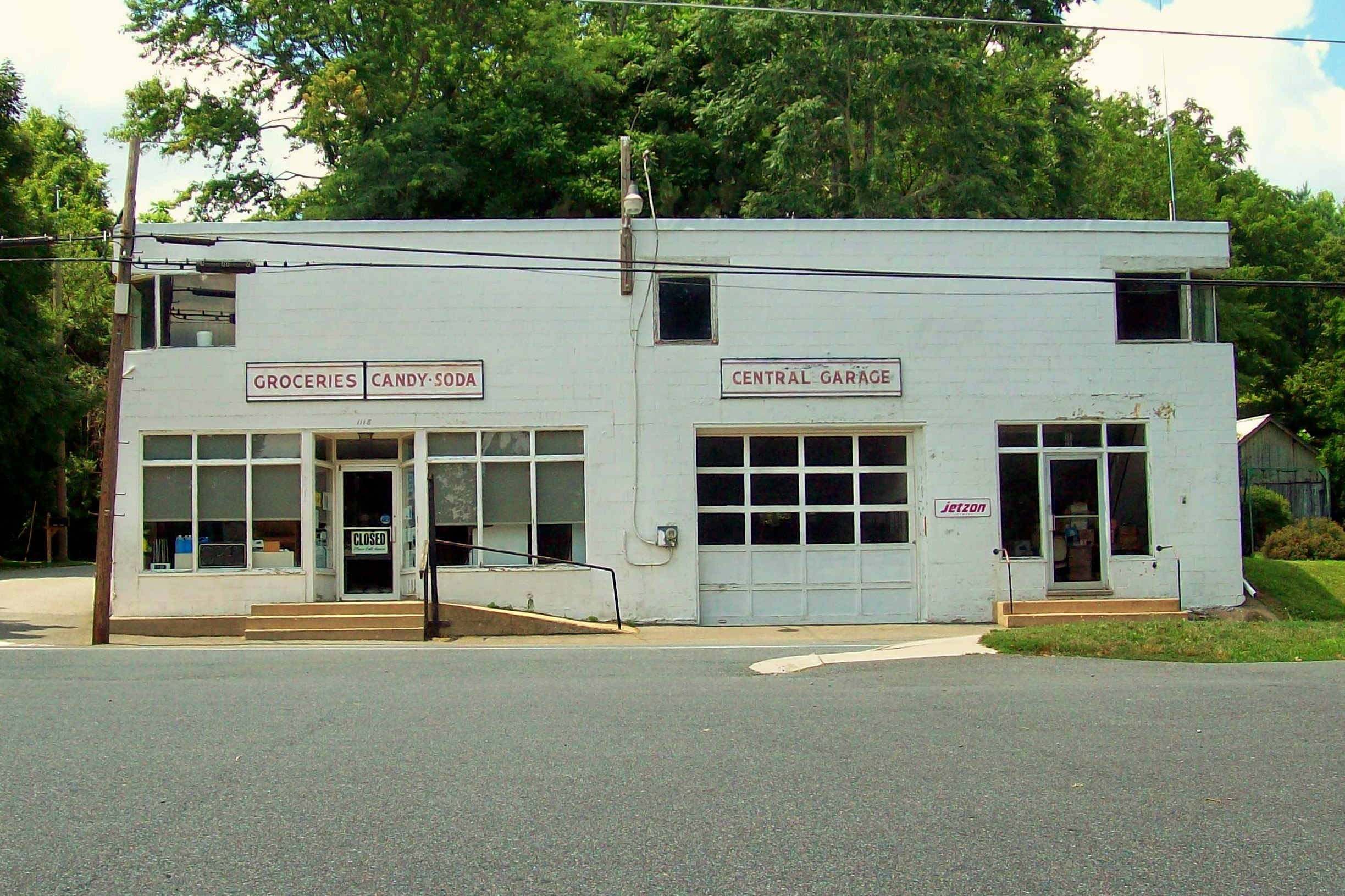